# A for Andromeda (miniserie televisiva)
A for Andromeda è una miniserie televisiva britannica del 1961 diretta da Michael Hayes e interpretata da Julie Christie nel ruolo di Andromeda.
La serie è considerata perduta, ne sopravvive infatti un solo episodio su sette. La serie ha avuto un seguito nel 1962, The Andromeda Breakthrough, e due remake televisivi: lo sceneggiato Rai A come Andromeda del 1972 e il film per la tv BBC A for Andromeda del 2006.

## Trama
I titoli di apertura di ogni episodio sono preceduti da un'intervista televisiva in cui il professor Ernst Reinhart ripercorre gli eventi della serie.

### "The Message"
Gran Bretagna, 1970: un nuovo radiotelescopio, progettato dai giovani scienziati John Fleming e Dennis Bridger sotto la supervisione del professor Reinhart, è stato costruito a Bouldershaw Fell. Poco prima della sua inaugurazione ufficiale, il telescopio capta un segnale proveniente dalla lontana Nebulosa di Andromeda. Esaminando il segnale, Fleming si rende conto che si tratta di un programma per un calcolatore.

### "The Machine"
Fleming ottiene il permesso di utilizzare le strutture informatiche del London Institute of Electronics, dove è assistito da Christine, per decodificare il messaggio. Lo scienziato scopre così che il messaggio contiene una serie di istruzioni per la costruzione di un calcolatore più avanzato. Il messaggio contiene però anche un altro programma da inserire in tale calcolatore. Nel frattempo, Bridger inizia a vendere informazioni ad un cartello internazionale chiamato Intel, rappresentata dal sinistro Kaufmann. Il governo britannico decide di costruire il calcolatore presso un insediamento militare a Thorness, in Scozia. Una volta costruito, il calcolatore viene acceso ed inizia a emettere la sua prima serie di istruzioni.

### "The Miracle"
Alla squadra che lavora a Thorness si unisce la biologa Madeline Dawnay. Il calcolatore sta emettendo istruzioni per la creazione di cellule viventi e questo rende nervoso Fleming, preoccupato che un'eventuale forma di vita stiano creata dal calcolcatore possa non avere a cuore gli interessi dell'umanità. La dottoressa Dawnay, tuttavia, procede con l'esperimento, sintetizzando una primitiva forma di vita protoplasmatica. Nel frattempo, viene scoperto che Bridger sta fornendo informazioni segrete all'Intel. Affrontato dall'agente del Ministero della Difesa Judy Adamson, Bridger fugge via precipitando però dalla scogliera.

### "The Monster"
Siamo nel 1971 e la forma di vita protoplasmatica, soprannominata "Cyclops" per via del suo unico occhio gigante, continua a crescere. Fleming è diventato sempre più scettico riguardo al progetto ed è sempre più convinto che il calcolatore abbia un suo progetto oscuro. Per caso l'uomo scopre che i due terminali posizionati ai lati del quadro di controllo del calcolatore sono un dispositivo per inserire e ricevere informazioni dalla macchina e che, grazie ad essi, un cervello compatibile potrebbe riuscire a comunicare con essa. Successivamente Christine, sotto l'influsso ipnotico del Cyclops, è costretta a toccare i due terminali rimanendo fulminata da una violenta scossa elettrica.

### "The Murderer"
Dopo la morte di Christine, il calcolatore emette una nuova serie di istruzioni, questa volta finalizzati alla creazione di un embrione umano completo. Inorridito della cosa, Fleming chiede che essa venga eliminato ma le sue richieste vengono ignorate. L'embrione cresce rapidamente fino a raggiungere la maturità e tutti rimangono sbalorditi nello scoprire che si tratta di un clone della defunta Christine. La creatura, alla quale viene dato come nome "Andromeda", impara rapidamente a comunicare e viene portata al cospetto del calcolatore. Il calcolatore, rendendosi conto che le sue istruzioni sono state eseguite, distrugge Cyclops, ormai soppiantato da Andromeda.

### "The Face of the Tiger"
Andromeda viene incaricata di sviluppare un programma che consenta alla Gran Bretagna di intercettare i missili orbitali che una potenza straniera sta lanciando sullo spazio aereo britannico come dimostrazione di potenza. Utilizzando i missili progettati da Andromeda, riescono a distruggerne uno. Visto il successo dell'operazione, il governo decide di sfruttare appieno Andromeda, non solo per la difesa, ma anche per aiutare l'industria. Nel tentativo di interrompere la simbiosi fra Andromeda e il calcolatore, Fleming comunica alla macchina che la ragazza è morta, suscitando però l'immediata reazione della donna che, per informare il calcolatore di essere ancora viva, mette le mani sui terminali, ricevendone una scarica elettrica che le provoca gravi ustioni. A seguito di ciò i militari interdicono a Fleming l'accesso al calcolatore. Andromeda guarisce rapidamente grazie alla sintesi di un enzima che il Governo intende sfruttare commercialmente con l'aiuto di Kaufmann e dell'Intel. Questo fatto suscita lo sdegno sia di Fleming che della dottoressa Dawnay, la quale inizia a condividere i dubbi del collega ed accetta di aiutarlo inserendo un programma nel calcolatore per convincerlo che Andromeda è morta. Il programma viene rapidamente scoperto e invertito da Andromeda. Tuttavia, il calcolatore si vendica fornendo una versione corrotta della formula dell'enzima, facendo così ammalare gravemente la dottoressa e i suoi assistenti.

## Storia

### Origini
Fred Hoyle era un astronomo noto soprattutto per il suo lavoro sulla comprensione della creazione degli elementi attraverso la nucleosintesi stellare, per aver sviluppato la teoria dello stato stazionario dell'universo e per aver coniato il termine "Big Bang" per il modello dinamico in evoluzione dell'universo rivale della teoria dello stato stazionario. Hoyle aveva anche una passione per la fantascienza, avendo scritto un romanzo, La nuvola nera (1957), su una nube di gas interstellare che minaccia la Terra. Tale romanzo venne adattato per la radio e trasmesso il 14 dicembre 1957 dal BBC Home Service. La BBC era anche interessata ad adattare La nuvola nera per la televisione, ma Hoyle aveva già ceduto i diritti cinematografici. Hoyle scrisse un altro romanzo di fantascienza, Il viaggio di Ossian (1958) che attirò l'interesse di Norman James, un designer della BBC desideroso di passare alla produzione televisiva. James contattò Hoyle con l'intenzione di ottenere i diritti del romanzo e discutendo con lui apprese che era interessato a scrivere una storia originale per la televisione. James contattò quindi John Elliot, il vice capo del dipartimento di sceneggiatura della BBC, che era interessato a realizzare una serie di fantascienza. Elliot, insieme a James e allo sceneggiatore della BBC Donald Bull, incontrò Hoyle, il quale espose le proprie idee per una serie in otto parti; questo era quello che sarebbe poi diventato A for Andromeda. Hoyle trasse ispirazione per la serie dal lavoro dell'astronomo Frank Drake che a quel tempo aveva iniziato il "Progetto Ozma", uno dei primi esperimenti nella Ricerca di Intelligenza Extraterrestre (SETI). Alla fine di giugno del 1960, la BBC fece un'offerta di 250 ghinee a Hoyle per l'idea, che sarebbe stata adattata per la televisione, come una serie in sette parti da 30 minuti, da John Elliot. Elliot consegnò le sue bozze di sceneggiature tra marzo e aprile 1961 e fu allora che si decise che ogni episodio avrebbe avuto una durata di 45 minuti costringendo così Elliot a dover mettersi a lavorare per espandere ogni sceneggiatura.

### Casting

Julie Christie (Andromeda) e Peter Halliday (Fleming) in una scena da "The Face of the Tiger", il sesto episodio di A for Andromeda (1961), il solo ad essere sopravvissuto.

Il ruolo principale di Andromeda è stato interpretato da Julie Christie. Hoyle originariamente vedeva Andromeda come un personaggio androgino, ma Elliot lo cambiò in una giovane donna. Il team di produzione era desideroso di ingaggiare una giovane attrice sconosciuta. Mentre cercava una candidata adatta, il co-produttore e regista Michael Hayes incontrò un agente che gli suggerì Julie Christie, allora studentessa alla Central School of Speech and Drama, raccomandandola come "la nuova Bardot".  Nell'interpretare la parte, Christie voleva dare al personaggio di Andromeda più emozione, ma Hayes le ordinò di recitare in modo più impassibile, usando la sua telecamera per definire il personaggio. Consapevole che la realizzazione di un sequel della miniserie era già stata presa in considerazione, Hayes consigliò alla BBC di ingaggiarla prima che diventasse una grande star ma il suo appello rimase inascoltato col risultato che il ruolo di Andromeda dovette essere assegnato ad un'altra attrice nel sequel The Andromeda Breakthrough. La Christie continuò ad avere una carriera cinematografica di grande successo, il cui ruolo di svolta fu quello di Lara nel film Il dottor Zivago (1965).
Peter Halliday, che nella miniserie interpretò John Fleming, si era formato alla Royal Academy of Dramatic Art prima di unirsi alla Royal Shakespeare Company dove incontrò e divenne amico di Michael Hayes.
Poiché la serie era ambientata in un futuro prossimo, sia Hoyle che Michael Hayes ritenevano che le donne avrebbero occupato ruoli più progressisti negli anni a venire e ciò si rifletteva nella sceneggiatura e nel casting. A interpretare l'agente dei servizi di sicurezza, Judy Adamson, venne scelta Patricia Kneale. Una modifica successiva alla sceneggiatura fu il cambio del sesso del personaggio del biologo, George Dawnay, in Madeline Dawnay. Scrivendo a Mary Morris per offrirle la parte, Hayes disse: "non lasciarti scoraggiare dal fatto che la signora sembra fumare la pipa e dare sfogo ad alcune strane espressioni."

### Produzione
Norman James sperava di produrre egli stesso la serie, ma la BBC ritenne che fosse un'impresa troppo complessa per un produttore alle prime armi. Tuttavia, a James fu assegnato il ruolo di co-produttore e designer e ricevette anche un pagamento aggiuntivo in riconoscimento del suo ruolo nello sviluppo della serie. Co-produttore e regista della serie fu Michael Hayes che aveva diretto la serie shakespeariana An Age of Kings (1960).
Le riprese in esterni ebbero luogo nel luglio 1961 nei dintorni di Londra, compresi negli uffici IBM in Wigmore Street e nelle vicinanze di Tenby nel Pembrokeshire, Galles, dove la base militare di Manorbier venne usata per il centro di ricerca di Thorness. L'esercito aiutò la produzione fornendo un elicottero per le scene del personale in arrivo a Thorness e per le riprese aeree della base e dei dintorni. I militari aiutarono anche nella realizzazione della scena dell'inseguimento nell'episodio finale. Un certo numero di inserti pre-filmati furono girati anche agli Ealing Studios. La produzione andò poi in studio al BBC Television Centre con ogni episodio registrato ogni mercoledì tra il 1 agosto 1961 e il 13 settembre 1961. Per scopi di montaggio, l'output delle telecamere elettroniche dello studio fu registrato su pellicola da 35 mm anziché su videocassetta. Un'aggiunta dell'ultimo minuto alla serie furono le sequenze pre-crediti all'inizio di ogni episodio che raffiguravano Reinhart che ricordava gli eventi della serie in un'intervista televisiva. Queste scene furono realizzate nello stile del noto programma di interviste Face to Face condotto da John Freeman e furono girate al Television Centre il 22 settembre 1961.

### Trasmissione
Il primo episodio di A for Andromeda fu trasmesso dalla BBC One alle 20:30 di martedì 3 ottobre 1961. L'episodio fu visto da 7,5 milioni di spettatori; tuttavia, alla fine della serie questo numero era salito a 12,9 milioni di spettatori e la serie ebbe una media di 9,6 milioni di spettatori nelle sue sette settimane di trasmissione.

### Status d'archivio
Nei primi anni della registrazione magnetica, dato l'alto costo delle bobine, era invalsa l'abitudine di cancellare i nastri registrati così da poterli riutilizzare. Ciò è accaduto anche per la miniserie A for Andromeda. La serie britannica è pertanto considerata perduta. Ciononostante il sesto episodio della serie, The Face of the Tiger, è stato restituito nel 2005 alla BBC da un collezionista privato. Questo episodio è tuttavia privo della sequenza iniziale dell'intervista al Professor Ernst Reinhart.
Nel 2006 la BBC Worldwide ha pubblicato un cofanetto in DVD contenente l'episodio superstite e altre brevi sequenze degli altri episodi recuperati, montati in serie così da riassumere la trama dell'opera. Il cofanetto contiene inoltre altro materiale e il sequel The Andromeda Breakthrough del 1962.

## Remake

### A come Andromeda(1971)
Una versione della miniserie intitolata A come Andromeda, ambientata ancora in Gran Bretagna ma girata in Italia, venne realizzata per la televisione italiana (RAI) nel 1971. La miniserie venne adattata da Inisero Cremaschi e diretta da Vittorio Cottafavi. Il cast include Nicoletta Rizzi nel ruolo di Andromeda, Paola Pitagora in quello di Judy Adamson, Luigi Vannucchi in quello di Fleming e Tino Carraro in quello di Reinhart.

### A for Andromeda(2006)
Un secondo remake di A for Andromeda è stato realizzato da BBC Fictionlab per BBC Four all'inizio del 2006. È stato prodotto da Richard Fell, che l'anno precedente aveva supervisionato un remake, eseguito dal vivo, di The Quatermass Experiment, un'altra classica produzione di fantascienza della BBC in gran parte andata perduta dagli archivi della BBC.

## Adattamento letterario
La prospettiva di realizzare un adattamento letterario di A for Andromeda emerse all'inizio della produzione della serie quando la Souvenir Press contattò la BBC nel maggio 1961 esprimendo il proprio interesse a pubblicare un romanzo tie-in. John Elliot rispose affermando che, sebbene il concetto fosse stato di Hoyle, la caratterizzazione, i dialoghi e la struttura della trama erano suoi. Elliot inviò copie delle sceneggiature delle riprese alla Souvenir e gli venne formalmente commissionato di scrivere la novelisation nel luglio 1961.
Una riedizione combinata del romanzo e del suo seguito è stata pubblicata dall'Orion Publishing Group  nel 2020 con il titolo The Andromeda Anthology, all'interno della collana SF Masterworks. Per l'occasione venne realizzata una nuova introduzione a cura di Kim Newman. Questa edizione è stata anche trasformata in un audiolibro letto da Billie Fulford-Brown.